# Passer griseus
El pardal gris (Passer griseus) és un ocell de la família dels passèrids (Passeridae).

## Hàbitat i distribució
Habita boscos i hàbitats humanitzats de l'Àfrica subsahariana, des del Senegal i Gàmbia cap a l'est fins fins a Eritrea, i cap al sud fins a Angola i Zàmbia.